# Secuestro del barco Alakrana

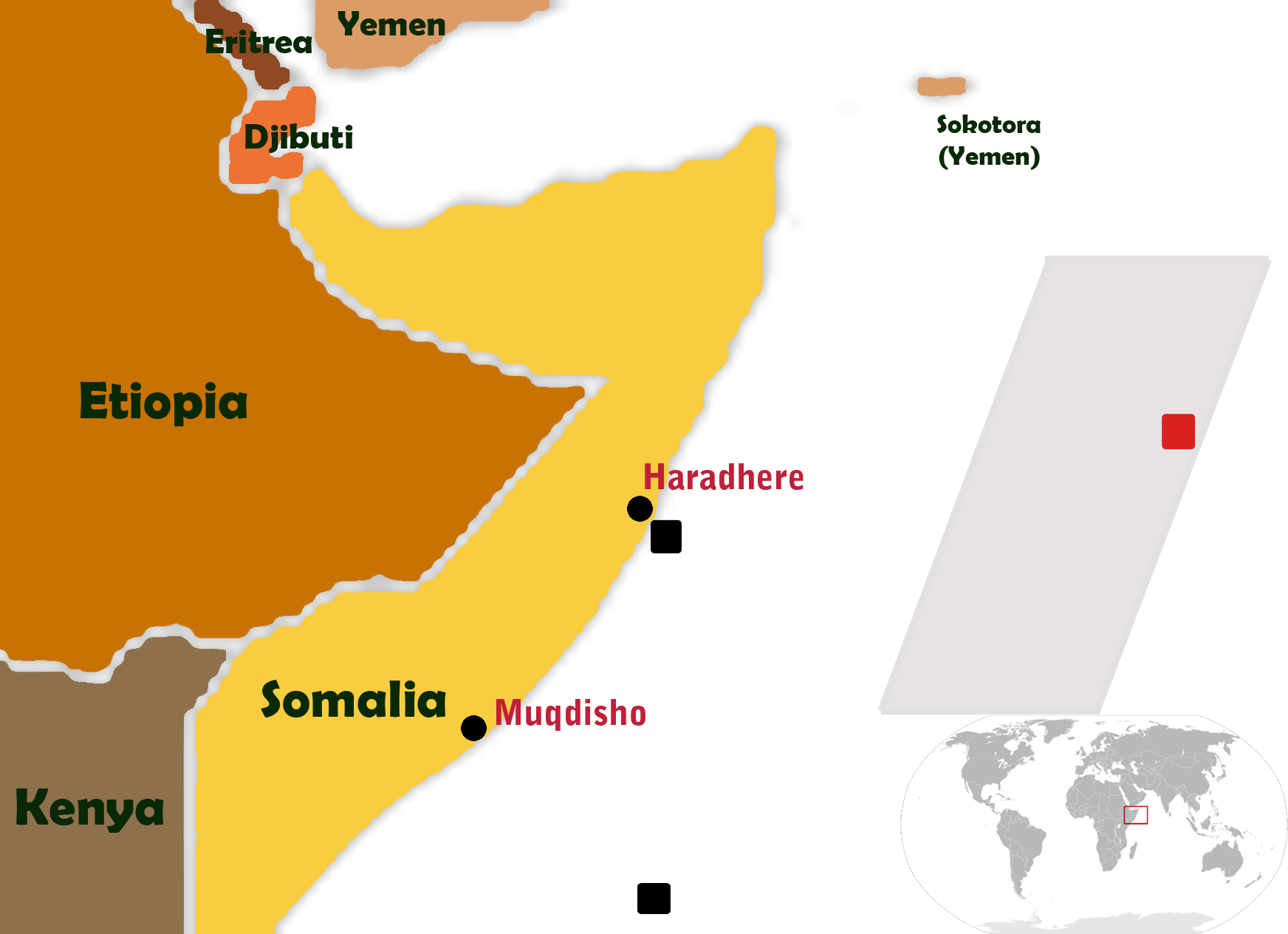
El barco fue secuestrado frente a las costas de Somalia.
El cuadrado rojo, la posición inicial del buque Canarias (F-86)
El cuadrado negro situado al sur indica el punto de secuestro del Alakrana
El que está al norte, el lugar donde permaneció retenido.
La zona sombreada representa parte del área protegida por la Operación Atalanta (EU NAVFOR).

El secuestro del barco Alakrana, obra de piratas somalíes, se produjo el 3 de octubre de 2009, bien a 413 millas de las costas del sur de Somalia según algunas fuentes, bien a 120 millas náuticas según la Audiencia Nacional. En el momento del abordaje, dicho pesquero se hallaba faenando fuera de la zona protegida por la Operación Atalanta de la UE.

## El buque
El buque secuestrado es un atunero congelador propiedad de la empresa Echebaster Fleet, con sede en el municipio vizcaíno de Bermeo.
Su tripulación estaba compuesta en el momento del secuestro por 36 tripulantes: 7 vascos, 1 andaluz y 8 gallegos, estando el resto de la tripulación compuesta por tripulantes de Indonesia, Ghana, Senegal, Costa de Marfil, Madagascar e Islas Seychelles.

## Desarrollo del secuestro

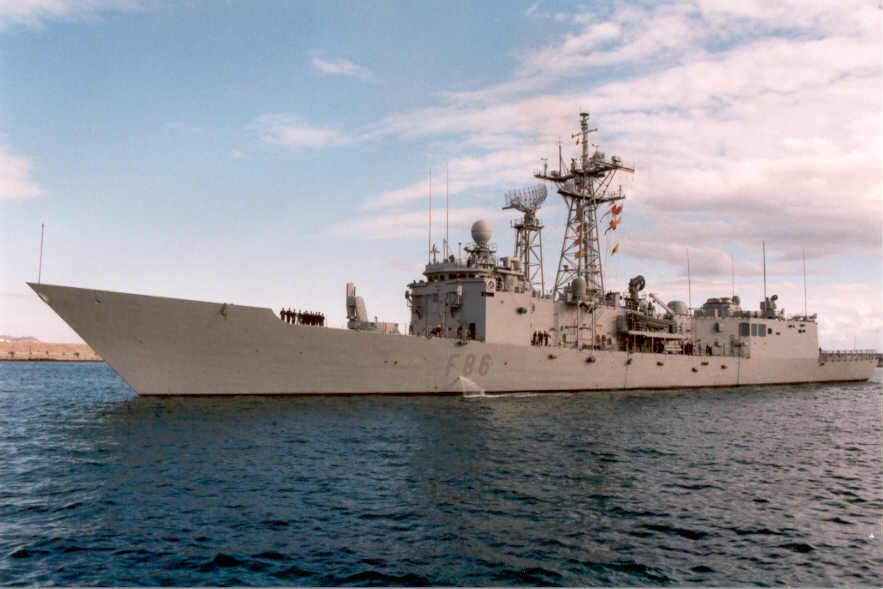
La fragata Canarias (F-86).

En su auxilio acudió la fragata Canarias, que había zarpado el 10 de agosto de Rota (Cádiz) para incorporarse a la Operación Atalanta junto con otras fuerzas europeas.
La Canarias, si bien no consiguió interceptar al atunero antes de que llegase a Harardhere, puerto base de los piratas, sí consiguió capturar a dos piratas que abandonaron el barco en un esquife. Estos fueron enviados a España para ser juzgados por piratería a requerimiento de la Audiencia Nacional.
Uno de los piratas, Abdu Willy, declaró a su llegada a España ser menor de edad. Las primeras pruebas, realizadas en el Hospital Gregorio Marañón, acreditaron su mayoría de edad. El juez solicitó pruebas adicionales, que fueron realizadas por tres forenses de la Audiencia Nacional y solo pudieron determinar con seguridad que era mayor de 17 años, con lo que su caso debía trasladarse a la Fiscalía de Menores. Dicho organismo se declaró no competente al no haber cometido el presunto menor delito en la Comunidad de Madrid. Finalmente, mediante una ortopantomografía y radiografías óseas, se determinó que tenía una edad superior a 18 años, por lo que el caso volvió al juez Pedraz.

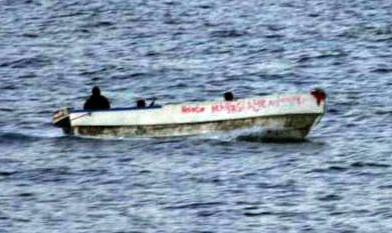
Piratas somalíes. Foto tomada en 2006 por la Armada de los Estados Unidos.

A finales de octubre de 2009, tras concluir su participación en la operación Active Endeavour de la OTAN en el Mediterráneo oriental, la fragata Méndez Núñez fue enviada como refuerzo a la zona para relevar a la Canarias en la operación Atalanta y permitirle realizar sus labores de mantenimiento, repostaje de víveres y combustible. Tras ello, ambas fragatas permanecieron en la zona.
Durante el secuestro, los piratas trasvasaron gasolina del Alakrana al Ariana MV, barco griego con bandera de Malta y operado por agentes británicos que llevaba secuestrado desde el 2 de mayo de 2009 con 24 tripulantes ucranianos a bordo (3 mujeres entre ellos) y que sería liberado 7 meses más tarde. Al llevarse a cabo esa operación de trasvase de gasolina, los tripulantes del Alakrana que visitaron el otro barco decidieron dar comida y medicamentos a los otros secuestrados, ya que, según palabras de los marineros del barco español, una de las mujeres de esa embarcación había sido violada varias veces, quedándose embarazada y abortando; otra rehén, una niña de unos 12 años, también sufrió violaciones por un "niño pirata". La medicación que les suministraron los tripulantes del Alakrana fue tirada por los piratas al agua. La madre de la niña violada intentó en vano que los piratas permitiesen a los marineros españoles llevarse a su hija.
Como medio de presión para conseguir la liberación de los dos piratas detenidos en España, el jueves 5 de noviembre de 2009 los piratas aseguraron haber desembarcado a tres tripulantes del Alakrana: Patxi Valdés, primer oficial del buque; Antonio Manuel Pérez, electricista; y el marinero Joaquín Fernández. En caso de no producirse la liberación de sus compañeros presos, amenazaron con asesinar al cabo de tres días a los rehenes desembarcados, o bien entregárselos a las familias de los piratas detenidos. Esta misma operación se repetiría con más marineros en caso de no ceder el Gobierno español a las presiones. Finalmente, fueron devueltos a bordo el 7 de noviembre. Posteriormente se descubrió que en ningún momento les llevaron a tierra y todo fue una estrategia de los piratas para presionar al gobierno.
El 16 de noviembre la Fiscalía de la Audiencia Nacional rechazó un acuerdo con las defensas de los presuntos piratas Raagegeesey y Abdu Willy, y anunció que pediría para ellos penas que podrían superar los 200 años de cárcel.

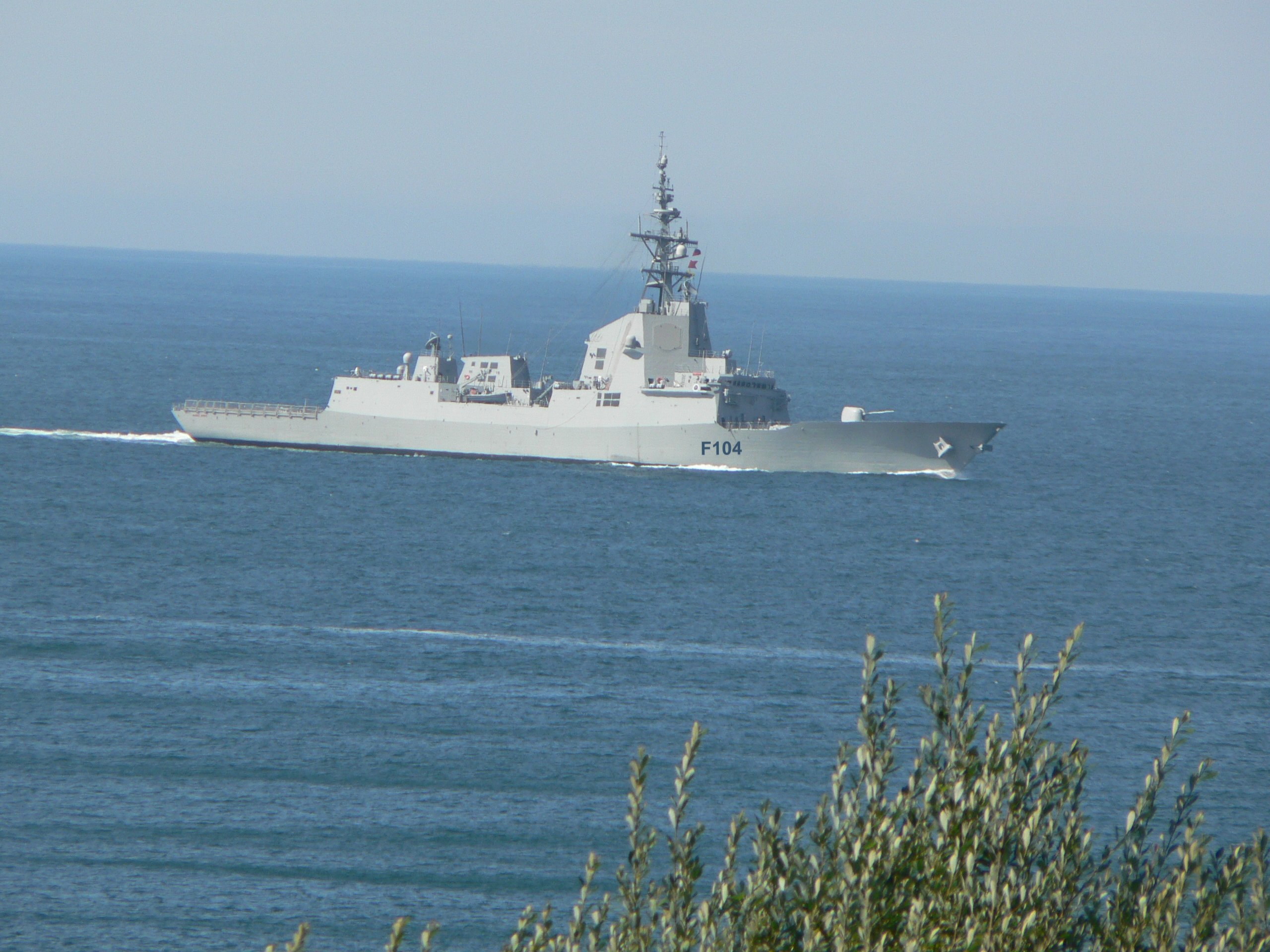
Fragata Méndez Núñez (F-104).

El 17 de noviembre de 2009, tras 47 días de secuestro, el Alakrana fue liberado tras el pago de un rescate de unos 4 millones de dólares (2,68 millones de euros), pago que días antes de la liberación, el armador ya había realizado, según palabras del patrón de la embarcación. Según el portavoz de los piratas, el pago ya se había hecho desde hacía dos semanas. La demora entre el pago y la liberación final podría haberse debido a la gestión de los intermediarios. Al igual que en el secuestro del barco Playa de Bakio, el rescate fue pagado por el armador y lo que a éste le reintegrase su seguro, pero para adelantar los trámites, parte de la cantidad fue adelantada por los fondos reservados del CNI. En el secuestro del Playa de Bakio el CNI tuvo que adelantar todo el rescate.
En el momento del pago había 63 piratas de diferentes clanes a bordo, lo que parece indicar que en el tiempo que medió entre el acuerdo y el pago en sí, los piratas avisaron a otros piratas para que participasen del botín. Durante el secuestro los piratas se llevaron todas las pertenencias de los tripulantes, por lo que algunos de los familiares que viajaron a Seychelles tuvieron que llevar ropa para que se pudiesen cambiar.
Durante la liberación, los helicópteros de las fragatas Canarias y Méndez Núñez intentaron sin éxito la captura de los últimos piratas que abandonaron el buque, llegando incluso a disparar contra ellos. Asimismo, y al igual que ocurrió con el Playa de Bakio, hubo de evitarse que fuera recapturado por piratas de otro clan. Esta versión fue desmentida por el patrón del Alakrana, quien negó que se produjeran disparos o que se intentase capturar a los piratas.
Tras la liberación, el Alakrana se dirigió a las Islas Seychelles escoltado por las dos fragatas, a donde arribó el 20 de noviembre de 2009.
El 3 de mayo de 2011, los dos piratas somalies capturados, Cabdullahi Cabduwily, conocido como Abdu Willy, y Raageggesey Hassan Aji fueron condenados por la Audiencia Nacional a 439 años de cárcel, al considerarles culpables de 36 delitos de detención ilegal (11 años por uno), cinco años por robo con violencia y 36 delitos contra la integridad moral (un año por cada uno), absolviéndolos sin embargo de los delitos de terrorismo, integración en banda armada, lesiones y torturas, que solicitaban las acusaciones particulares.

## Bandera del Alakrana
Durante este secuestro, al igual que durante el del Playa de Bakio, se produjo un debate sobre si estos barcos llevaban izado el pabellón español, lo que justificaría o no su asistencia por parte del gobierno español. Se publicaron informaciones alegando motivos nacionalistas por los que no llevaría izado el pabellón español, hasta el punto de que la propia defensa de los piratas retenidos en España recurrió a esas informaciones para rebajar sus penas. La vicepresidenta del gobierno María Teresa Fernández de la Vega aseguró que el Alakrana es "un buque con pabellón español", hecho que también asegura el IOTC. Los abogados de los piratas señalaron que "ese dato no aparece en las diligencias".
Efectivamente, el Alakrana, al igual que el Playa de Bakio, figura en los registros internacionales como español, al contrario que otros buques de la flota atunera española que utilizan pabellones extranjeros, como los Intertuna I, II, III y IV, que llevan bandera de las Islas Seychelles.
 Es frecuente el uso de pabellones de conveniencia en aguas del Índico. Aunque el de Seychelles oficialmente no sea considerado uno, es también habitual entre la flota atunera del Índico por motivos de evasión de impuestos o por la posibilidad de llevar armas. Además, Puerto Victoria (Seychelles) resulta ser uno de los puertos seguros más cercanos a la zona de pesca de los atuneros, por lo que en caso de cualquier incidente, embarco y desembarco de personal, o descarga de pescado, tener una bandera de ese país facilita poder atracar en ese puerto y navegar por esas aguas.

## Retorno a España

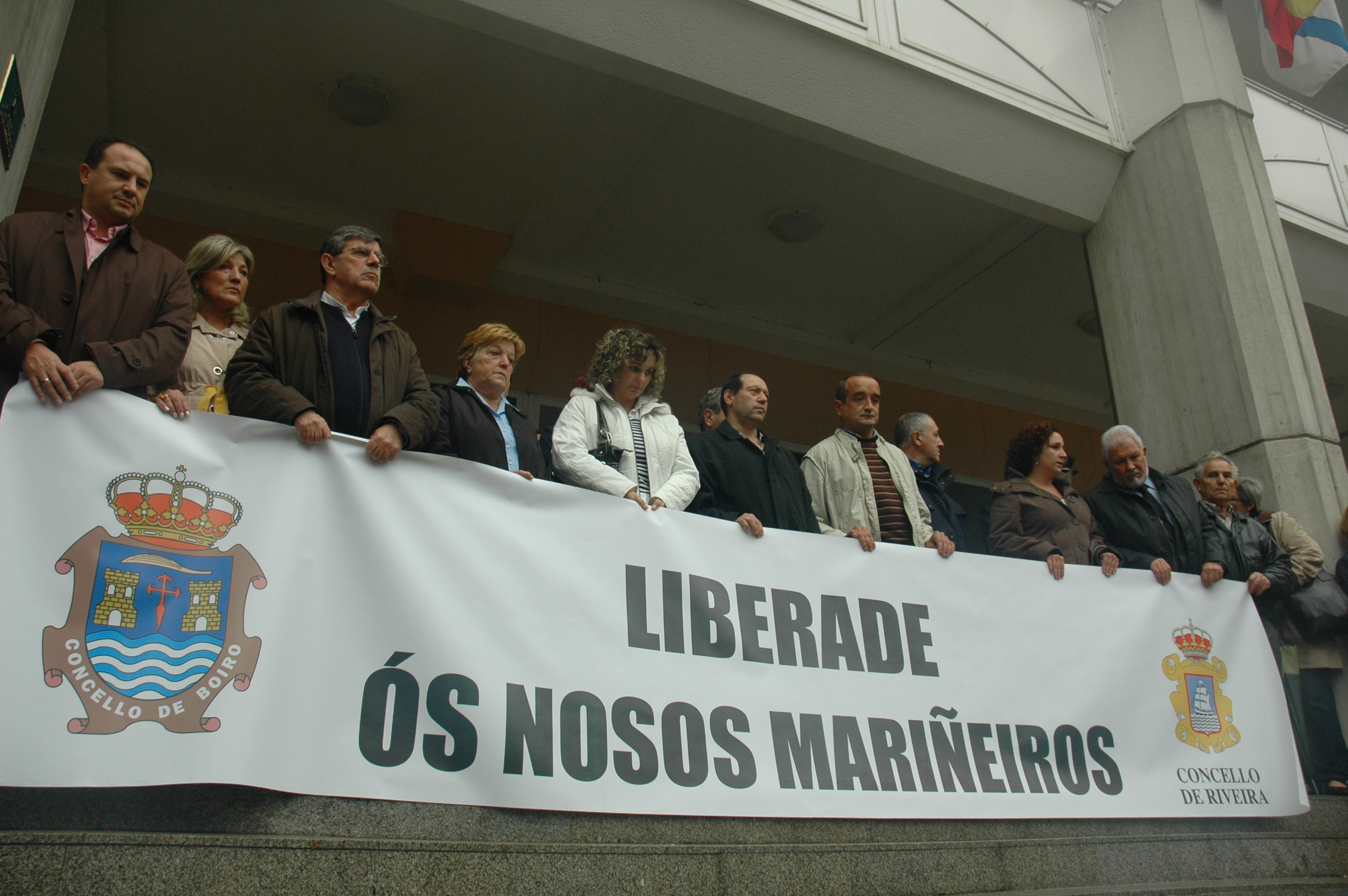
Manifestación en Riveira pidiendo el regreso de los secuestrados. En la pancarta se lee "Liberad a nuestros marineros".

Los 16 tripulantes españoles retornaron a España el 21 de noviembre de 2009 en un avión del Ejército del Aire aterrizó en la base de Torrejón de Ardoz. Mientras los familiares gallegos se trasladaron a Seychelles en el avión del ejército para reencontrarse con ellos el mismo día 20 de noviembre; los familiares vascos les esperaron en España, unos por diversos motivos personales y otros porque acordaron que el recibimiento fuese en privado, aunque algunos medios obviaron esos motivos achacándolo a motivos nacionalistas. De la misma manera, los familiares del marinero andaluz tampoco viajaron hacia Seychelles.

## Consecuencias
Durante el secuestro, el 2 de noviembre de 2009, la ley española fue modificada para permitir a los vigilantes de seguridad emplear armamento de hasta 12,70 mm en los buques con bandera española, siempre que éste sea adquirido a fabricantes o distribuidores asentados en España. Igualmente, en la nueva reforma del código penal aprobada el 13 de noviembre de 2009, se contempla la nueva figura del delito de piratería, que será castigado con hasta 15 años de cárcel.
Además de esto, desde el 14 de noviembre, 54 vigilantes privados embarcaron en los pesqueros españoles que faenan en el Índico.
El Partido Popular, apoyado por el Partido Nacionalista Vasco y el Bloque Nacionalista Galego, intentó reprobar en el congreso a la Vicepresidenta primera, María Teresa Fernández de la Vega, la ministra de Defensa, Carme Chacón, y el ministro de Justicia, Francisco Caamaño, por la gestión del secuestro, perdiendo finalmente la votación.

## Telefilme
Telecinco emitió el 25 de mayo y 1 de junio de 2011 un telefilme sobre el secuestro. Lo dirigió Salvador Calvo, escrito por Jorge Guerricaechevarría y protagonizado por Miguel Ángel Silvestre, junto con Fernando Cayo. La productora fue Telecinco Cinema.